# Kayky
Kayky da Silva Chagas, noto semplicemente come Kayky (Rio de Janeiro, 11 giugno 2003), è un calciatore brasiliano, centrocampista o attaccante del Bahia.

## Caratteristiche tecniche
Ala destra di piede mancino, può svariare su tutto il fronte offensivo. Veloce, rapido nel dribbling e dotato di una buona finalizzazione, viene paragonato al connazionale Neymar.

## Carriera

### Club

#### Fluminense
Nel 2012 viene messo sotto contratto dal Fluminense, dove inizialmente gioca nella squadra di futsal. Nel corso degli anni passa al calcio a 11 e percorre tutta la trafila delle giovanili del club. Il 4 marzo 2021 fa il suo esordio in prima squadra rimpiazzando Miguel Silveira nell'incontro del Campionato Carioca perso 2-1 contro il Resende. Il 7 aprile seguente realizza la sua prima rete in carriera nella trasferta vinta 4-0 contro il Macaé mentre, esattamente un mese dopo, segna in Coppa Libertadores ai danni dell'Atlético Junior.

#### Manchester City
Il 23 aprile 2021 viene acquistato a titolo definitivo dal Manchester City, rimanendo comunque in prestito ai brasiliani fino a gennaio 2022. Nonostante ciò, a fronte di un accordo in percentuale su una futura rivendita del calciatore, il 17 settembre seguente si aggrega subito ai Citizens.
Il 7 gennaio 2022 debutta con il City sostituendo Cole Palmer nella vittoria esterna per 4-1 contro lo Swindon Town in FA Cup; mentre il mese seguente debutta in Premier League, sempre da sostituto, nella vittoria per 4-0 contro il Norwich City.

#### Paços Ferreira e Bahia
La stagione seguente viene acquistato in prestito dal Paços Ferreira, tuttavia, dopo aver totalizzato solo otto presenze, il 13 gennaio 2023 viene richiamato dal prestito. Lo stesso giorno viene acquistato a titolo temporaneo dal Bahia.

### Nazionale
Il 17 febbraio 2019 ha debuttato con la nazionale brasiliana Under-16 nell'amichevole giocata e persa contro i pari età della Francia.
In seguito ha giocato anche con la nazionale brasiliana Under-20.

## Statistiche

### Presenze e reti nei club
Statistiche aggiornate al 14 gennaio 2023.
| Stagione        | Squadra         | Campionato      | Campionato | Campionato | Coppe nazionali | Coppe nazionali | Coppe nazionali | Coppe continentali | Coppe continentali | Coppe continentali | Altre coppe | Altre coppe | Altre coppe | Totale | Totale |
| Stagione        | Squadra         | Comp            | Pres       | Reti       | Comp            | Pres            | Reti            | Comp               | Pres               | Reti               | Comp        | Pres        | Reti        | Pres   | Reti   |
| --------------- | --------------- | --------------- | ---------- | ---------- | --------------- | --------------- | --------------- | ------------------ | ------------------ | ------------------ | ----------- | ----------- | ----------- | ------ | ------ |
| 2021            | Fluminense      | A/RJ+A          | 13+11      | 3+0        | CB              | 4               | 0               | CL                 | 9                  | 1                  | -           | -           | -           | 37     | 4      |
| 2021-2022       | Manchester City | PL              | 1          | 0          | FACup+CdL       | 1+0             | 0               | UCL                | 0                  | 0                  | CS          | -           | -           | 2      | 0      |
| 2022-2023       | Paços Ferreira  | PL              | 8          | 0          | CP+CdL          | 1               | 0               | -                  | -                  | -                  | -           | -           | -           | 9      | 0      |
| 2023            | Bahia           | PD/BA+A         | 0+0        | 0          | CB+CdM          | 0               | 0               | -                  | -                  | -                  | -           | -           | -           | 0      | 0      |
| Totale carriera | Totale carriera | Totale carriera | 33         | 3          |                 | 6               | 0               |                    | 9                  | 1                  |             | -           | -           | 48     | 4      |

## Palmarès

### Club

#### Competizioni giovanili
- FA Youth Cup: 1

Manchester City: 2023-2024